# Chelonus balchanicus
Chelonus balchanicus är en stekelart som först beskrevs av Vladimir Ivanovich Tobias 1999.  Chelonus balchanicus ingår i släktet Chelonus och familjen bracksteklar. Inga underarter finns listade i Catalogue of Life.